# Bianca Krijgsman
Bianca Krijgsman (Oudesluis, Schagen, 3 d'octubre de 1968) és una actriu de teatre, cinema i sèries de televisió neerlandesa. Va guanyar un Premi Emmy Internacional per la pel·lícula De Nieuwe Wereld. Juntament amb Plien van Bennekom, forma el grup «Plien en Bianca» (Plien i Bianca).

## Biografia
A 12 anys, Krijgsman va anar a l'Acadèmia de Ballet Nel Roos a Amsterdam. Després d'acabar-hi els seus estudis, va anar durant dos anys a escola de teatre. Al final va arribar a l'Academie voor Kleinkunst d'Amsterdam, on va conèixer Plien van Bennekom. Van acabar els seus estudis el 1993 juntament amb, entre d'altres, Acda en de Munnik, Lucretia van der Vloot i Ellen ten Damme.
Va fer alguns programes de cabaret amb èxit amb Plien van Bennekom, i a més el programa de televisió Zaai. Aquesta sèrie va portar a l'obra de teatre Biks. També va fer el paper de protagonista a la sèrie de televisió Linda, Linda.

## Filmografia
- Minoes (2001)
- Alles is Liefde (2007)
- Dolfje Weerwolfje (2011)
- De Nieuwe Wereld (2013)
- Pim & Pom: Het Grote Avontuur (2014)